# Myrmecia flammicollis
Myrmecia flammicollis är en myrart som beskrevs av Brown 1953. Myrmecia flammicollis ingår i släktet bulldoggsmyror, och familjen myror. Inga underarter finns listade i Catalogue of Life.